# Sonatina (Arnold)
Pour les articles homonymes, voir Sonatine (homonymie).
La Sonatina opus 29 pour clarinette et piano a été écrite par Malcolm Arnold en janvier 1951 et a été jouée pour la première fois à la galerie de la Royal Society of British Artists à Londres par Colin Davis.
Entre 1946 et 1952, Malcolm Arnold a écrit une série de quatre sonatines pour instruments à vent et piano, dont celle pour clarinette.

« Cela révèle Arnold dans ce qu'il a de plus inventif : mélodieux, plein d'esprit et ingénieux... »

— International Record Review

## Structure
La pièce est composée de trois mouvements très variés, avec un premier mouvement vif, un deuxième mouvement plus doux et plus lent et un troisième mouvement Furioso.

## Analyse
La pièce commence par un Allegro vif rempli d'accords de piano syncopés et ponctués, alors que la clarinette joue des thèmes inspirés du jazz.
Le deuxième mouvement Andantino est calme et offre un interlude paisible en do majeur.
Le troisième mouvement Furioso conduit à une conclusion furieuse et dramatique; la clarinette y joue des phrases syncopées dans un style balkanique dans un style répétitif.
« La Sonatina pour clarinette a été écrite en 1951 pour le musicien et professeur influent Frederick Thurston. Le fougueux premier mouvement commence par faire monter la clarinette de près de trois octaves pour la faire redescendre, le tout en l'espace de quatre mesures. Le deuxième thème, un air accrocheur typique du style populaire d'Arnold, réapparaît dans un pianissimo fantomatique dans le grave du  registre de la clarinette à la fin du mouvement. Cette partie de la tessiture de l'instrument, le registre dit chalumeau, est également explorée dans la section centrale de l'Andantino, dont le style mélodieux et harmonique est influencé par l'amour d'Arnold pour le jazz. Il offre quelques instants de calme nerveux avant le Furioso trépidant et haletant. »

## Enregistrements
Cette pièce possède de nombreux enregistrements.